# Kees Rijvers
Cornelus Bernardus Rijvers (27. května 1926 – 4. března 2024) byl nizozemský profesionální fotbalista, který působil jako záložník a později jako trenér PSV Eindhoven a nizozemského národního týmu.

## Hráčská kariéra
Rijvers začal s fotbalem v klubu NAC Breda a později hrál také za AS Saint-Étienne, Stade Français a Feyenoord. Byl členem nizozemského týmu na Letních olympijských hrách 1948.
V roce 1950 se Rijvers stal jedním z prvních nizozemských hráčů, kteří přestoupili do AS Saint-Étienne. Královská nizozemská fotbalová asociace mu v reakci na to pozastavila účast v národním týmu, protože v té době neumožňovala profesionálním hráčům hrát v národním týmu a teprve v roce 1957 si znovu zahrál v národním týmu.
Po smrti Marcelina Campanala v květnu 2020 se Rijvers stal posledním žijícím hráčem, který získal alespoň jeden hlas během prvního ročníku (1956) ankety Zlatý míč.

## Trenérská kariéra
Jako manažer převzal Rijvers FC Twente a trénoval tým šest let s velmi dobrými výsledky. Po těchto úspěšných sezónách přestoupil do PSV Eindhoven. V sezóně 1977/78 dovedl tým k vítězství v Poháru UEFA. S PSV také vyhrál tři tituly v Eredivisie v letech 1975, 1976 a 1978 a double v roce 1976. Po odchodu z PSV převzal národní tým a představil mladé hráče jako Ronald Koeman, Ruud Gullit a Marco van Basten. Nizozemsko se až do posledního dne kvalifikace pralo o účast na Mistrovství Evropy ve fotbale 1984, ale nakonec se nekvalifikovalo. Do posledního kola mělo Nizozemsko lepší skóre než Španělsko, ale v tomto kole Španělé zvítězili nad Maltou rekordním výsledkem 12:1 a Nizozemci tak kvůli horšímu skóre skončili ve skupině na 2. místě. Poté byl Rijvers vyhozen a nahrazen Rinusem Michelsem. Erik ten Hag později prohlásil, že Rijvers byl jedním z manažerů, kteří ho inspirovali pro jeho trenérskou kariéru.

## Osobní život a smrt
Rijvers se narodil 27. května 1926 v Bredě. Zemřel 4. března 2024 ve věku 97 let ve stejném městě.

## Úspěchy

### Hráčské
NAC Breda
- Eerste Klasse: 1945/46

Saint-Étienne
- Ligue 1: 1956/57
- Coupe de France: 1961/62

### Trenérské
PSV
- Eredivisie: 1974/75, 1975/76, 1977/78
- KNVB Cup: 1973/74, 1975/76
- Pohár UEFA: 1977/78

### Individuální
- Rinus Michels Award: 2004